# Трет-Амилметиловый эфир
трет-Амилметиловый эфир (2-метил-2-метоксибутан, ТАМЭ) — органическое соединение, принадлежащее к классу простых эфиров и содержащее 6 атомов углерода. Бесцветная, летучая легковоспламеняющаяся жидкость с низкой вязкостью. Используется в качестве добавки в неэтилированных бензинах.

## Синтез
трет-Амилметиловый эфир представляет собой простой эфир. Его получают на нефтеперерабатывающих заводах реакцией метанола с метилбутеном-2 и/или 2-метилбутеном-1, которые образуют часть потока продукта (лёгких углеводородов) с установки каталитическoго крекингa. Смесь метанола и изопентан - изоамленовой фракции подают в реактор синтеза, заполненный катализатором - сильнокислотным катионитом, после реакции смесь разделяют ректификацией. ТАМЭ не выделяют в виде чистого вещества, а используют в смеси, содержащей примерно 10-30 % 2-метил-2-метоксибутана, которая используется в составе неэтилированных бензинов.
Крупномасштабное производство трет-амилметилового эфира началось в 1990-х годах и с тех пор резко выросло в результате замены свинецсодержащего бензина неэтилированным бензином, особенно в период 2000—2002 годов (до 250 000 тонн в год в 2002 году). Нефтеперерабатывающие заводы, производящие трет-амилметиловый эфир, были затем построены в Финляндии, Италии, Великобритании и Германии. Увеличение произошло частично благодаря новым спецификациям для бензинов в Европейском союзе, в результате чего содержание ароматических углеводородов в бензинах с 1 января 2005 года было ограничено 35 % по объёму (вместо 42 %). Связанное с этим снижение октанового числа бензина должно было компенсироваться неароматическими компонентами с высоким октановым числом, в том числе ТАМЭ.

## Испoльзовaниe
трет-Амилметиловый эфир используется почти исключительно в качестве компонента в неэтилированных бензиновых смесях для повышения октанового числа и летучести. Октановое число ТАМЭ составляет 104,5. После метил-трет-бутилового эфира (МТБЭ) ТАМЭ является наиболее часто используемым кислородсодержащим соединением в бензине. Такие бензины содержат приблизительно от 1 до 11 % ТАМЭ. Эти бензины, которые обычно также содержат другие кислородсодержащие соединения, такие как МТБЭ, продаются в основном в странах, где расположены производящие их нефтеперерабатывающие заводы.
Лишь небольшая доля синтезируемого ТАМЭ используется для других целей  (в частности, для производства метилбутенов).